# My Heart Is Refusing Me
My Heart Is Refusing Me è un singolo della cantante pop svedese Loreen pubblicato il 27 febbraio 2011 dalla Warner Music, esclusivamente in Svezia, e l'8 ottobre 2012 nel mondo, contenuto nell'album Heal. Il singolo è stato prodotto da Alex P. e Victory e scritto dalla stessa cantante, Moh Denebi e Björn Djupström.

## Prima della pubblicazione
Dopo il successo ottenuto con il singolo Euphoria, My Heart Is Refusing Me è stato pubblicato come secondo singolo internazionale dall'album Heal, l'8 ottobre 2012.

## Tracce
Download digitale
1. My Heart Is Refusing Me - 3:42
2. My Heart Is Refusing Me (SeventyEight Version) - 3:34

## Classifiche
| Classifica (2012/2013) | Posizione massima |
| ---------------------- | ----------------- |
| Austria                | 59                |
| Belgio (Vallonia)      | 44                |
| Germania               | 41                |
| Paesi Bassi            | 46                |
| Spagna                 | 41                |
| Svezia                 | 9                 |
| Svizzera               | 18                |